# 卡利馬勞
卡利馬勞，是台灣卑南族一位傳說中的人物，他帶領其家族和朋友離開了原本的部落、並征服恆春半島一帶的排灣族人，建立瑯嶠十八社政權。

## 傳說

### 身世與背景
卡利馬勞為知本部落中La-garuligul家族的成員（一說是Mario家族），妻子叫菈撓（Ranao，一說是薩妮庫Saniku）。在他生活的期間，知本部落因為在滑地戰役中敗給了南王部落，勢力大減，也受到不少部落的輕視。他跟一名入贅到南王部落的家族成員巴簍沃簍克關係相當好，但在一次和他的妹婿帕達烏（Padaqol，來自Tarolivak家）前去拜訪對方時，對方卻因為他們來自知本部落的關係，對他們相當不禮貌，甚至使指他幫自己磨刀，卡利馬勞為此相當憤怒，將他的刀砸彎後就離開了（一說是把刀折斷插在屋頂上、又把南王部落祭祀屋的竹子拔出來）。

### 出走
回到家的卡利馬勞的憤怒仍沒有停止，他聲稱「我們已經沒有任何兄弟、也沒有任何家人了」，因此決定和帕達烏以及Karaxolan家的達達（Tartar）、茫茫（Manman，一說叫Munuman）夫妻帶著家族離開部落，尋找其他的居住地。據說同行的還有一百多位阿美族的僕人（但大鳥萬社的人主張沒有）。

### 阻撓
過去知本部落以南的部落都是向其稱臣朝貢的，但在知本部落的勢力大減之下，勢力版圖開始重新洗牌，不少部落趁機崛起、擴張勢力，且南王部落的人也不想讓知本部落有機會重新崛起，因此通知位於卡利馬勞一行人經過路上的加津林部落（Seqeciin，台東縣大武鄉，排灣族），加津林部落因此往他們發動襲擊，一開始知本部落在對手的地利優勢之下宜路被打退到海岸邊，卡利馬勞（一說族人裡的巫師）因此用法術喚來海水、造成海水倒灌，沖散了加津林部落的軍隊，而知本部落的人則因為爬到礁石上而成功躲避了洪水，而當時卡利馬勞所位於的礁石則被稱為Karimalamalao。
後來當他們來到朝庸溪時，因為族人中有孕婦（一說就是他的妻子）要生產而停下來，但這時加津林部落的人又追了上來，但被卑南族人給打退，最後平安離開了加津林部落的勢力範圍，但也有說法認為他們倉皇的逃命，甚至連剛出生的嬰兒都因為臍帶來不及剪只能夾在大腿下，最後在巫師使用法術將族人瞬間轉移到恆春地區才逃過一劫。

### 征服
後來當卑南族人繼續往南遷徙、經過大鳥萬社（位於今台東縣大武鄉）、成功抵達屏東地區後，被率芒社（Seveng，位於今屏東縣春日鄉，排灣族）的族人發現了他們的營火炊煙，原本他們打算突襲殺死卑南族人，卻在卡利馬勞的法術掩護之下，完全找不到卑南族人的住處，因此他們改變策略，向卡利馬勞表示只要他們打敗蚊蟀社（Vangtsur，位於今屏東縣滿州鄉）附近池中的大蛇（意旨打敗蚊蟀社）就願意臣服於他們，而卡利馬勞和卑南族人再度使用法術，成功消滅對方，並且如約統治了恆春半島地區的排灣族部落，建立政權，另有說法認為排灣族為了對抗卑南族人，找來了食人狗、野豬和龍來對付他們，但也被卡利馬勞以法術擊退，並且製造出一連五年的乾旱，讓排灣族人最終屈服。

## 其他
事實上，卡利馬勞的名字並沒有出現在瑯嶠十八社本身最高的豬朥束社（Ciljasuaq）頭目家族La-garuligul家的傳說中，但他的妻子菈撓的確被其視為第一任族長，而在他們的祖先傳說中，南遷的始祖所經歷的事情跟上述的傳說內容，例如和加津林部落的戰鬥和以法術避難等傳說都相當接近。